# Villa Sciarra (Roma)
Villa Sciarra è una delle ville urbane di Roma, con un'estensione di sette ettari e mezzo e situata sulle pendici del colle Gianicolo tra i quartieri di Trastevere e Monteverde Vecchio, addossata alle Mura gianicolensi, cui si accede da due possibili ingressi: il primo su piazzale Wurts, progettato da Pio Piacentini, che prende il nome dall'ultimo proprietario, George Washington Wurts, al quale si deve la disposizione del giardino e dei monumenti in esso contenuti, ed il secondo su largo Filippo Minutilli. Prende il nome dalla famiglia nobile pontificia degli Sciarra.

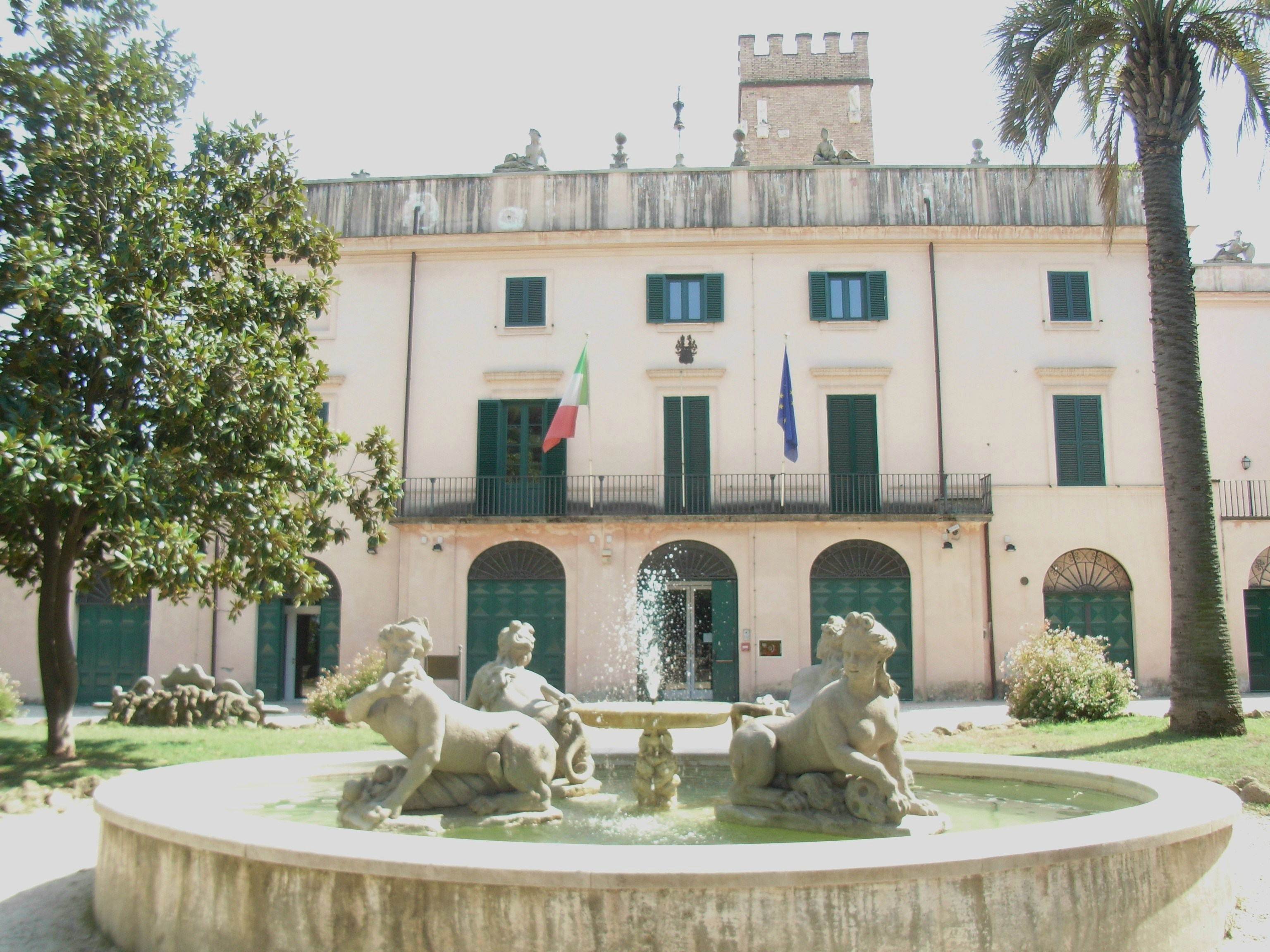
Villa Sciarra

## Storia
La storia di Villa Sciarra inizia in epoca repubblicana romana, in una zona in cui era situato un santuario consacrato alla ninfa Furrina. Qui nel 121 a.C. venne ucciso Gaio Gracco dalla plebe romana e dalla fazione degli optimates. Per questo è probabile l'area divenne in seguito sede di horti di gentes della fazione di Silla e Pompeo.
Più tardi qui sorsero i famosi "Orti di Cesare", che, scendendo da Monteverde, declinavano fino al Tevere. Tali proprietà vennero requisite da Cesare nel 49 a.C se non direttamente a Pompeo ad altro esponente della sua cerchia ristretta. Possibile avanzare l'ipotesi della gens Gellia, con riferimento alla tradizionale collocazione del sepolcro di Numa Pompilio, re italico, e ai collegati libri. È infatti noto il Gianicolo fosse in tutta la sua estensione occupato da horti aristocratici, di cui si menziona a titolo di mero esempio quelli di Agrippa e di Plinio.
Nel 1549, il terreno venne acquistato da privati e su di esso venne edificato un primo edificio.
In seguito, nel 1575, l'area in cui si trova la villa fu acquistata dal monsignor Innocenzo Malvasia, che vi edificò l'omonimo Casino, un edificio a due piani con loggia, sito nel terreno di proprietà dell''American Academy di Roma.
Nel 1614 la proprietà fu acquistata da Gaspare Rivaldi, appaltatore delle Dogane Pontificie. Successivamente l'area acquistò notevole valore ed importanza in quanto, a seguito della costruzione delle Mura gianicolensi, da villa extraurbana divenne urbana.
Nel 1647 la villa fu acquistata dal cardinale Antonio Barberini, già proprietario del Casino Malvasia, mentre nel 1710 fu venduta al cardinale Pietro Ottoboni, che la mantenne fino alla sua morte nel 1740.
In seguito divenne di nuovo di proprietà dei Barberini, e precisamente di Cornelia Costanza Barberini, moglie di Giulio Cesare Colonna di Sciarra, sotto i quali la villa venne ingrandita, fino ad occupare tutta l'area del Gianicolo e di Monteverde compresa tra le antiche Mura aureliane e le nuove Mura gianicolensi, ed abbellita con l'acquisto, tra gli altri, dell'Orto Crescenzi nel 1811.

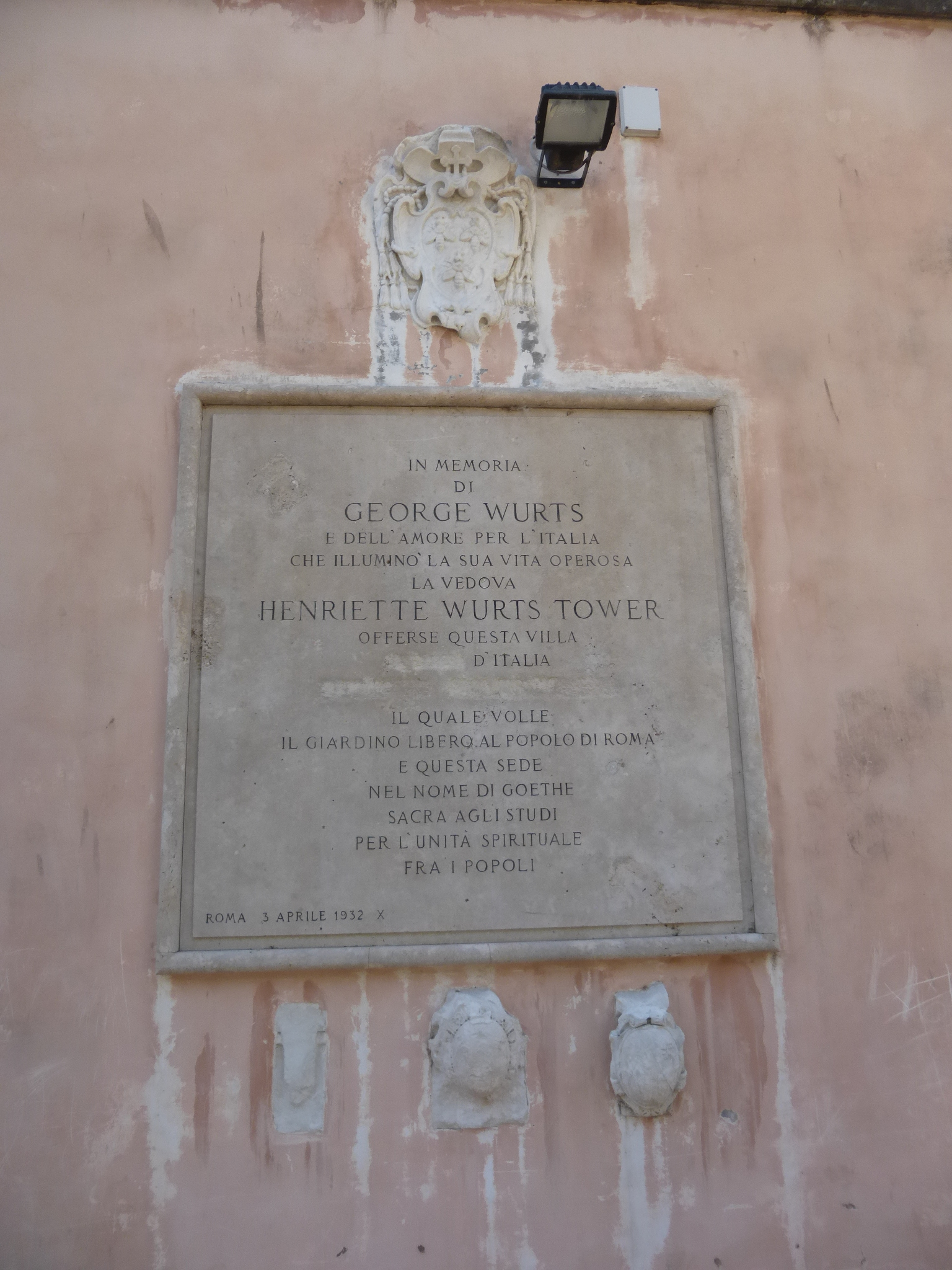
Targa commemorativa sui muri di Villa Sciarra. Memoria della donatrice Henriette Wurts e coniuge. Nella lapide, posta nel 1932 a memoria dell'apertura al pubblico e assegnazione all'Istituto italiano di studi germanici, è stato scalpellato il nome di Mussolini.

Nel periodo della Repubblica Romana il Casino Barberini e il Casino Malvasia vennero fortemente danneggiati dai combattimenti tra le truppe repubblicane comandate da Giuseppe Garibaldi che vi si erano asserragliate e quelle francesi del generale Nicolas Charles Victor Oudinot. I Barberini restaurarono in seguito il Casino nelle forme originarie, ma la proprietà fu poi persa dal principe Maffeo II degli Sciarra in seguito ad errate speculazioni finanziarie. Il terreno intorno a Villa Sciarra venne così lottizzato in base alle convenzioni stipulate nel 1889 tra il comune di Roma, la Compagnia Fondiaria Italiana e lo stesso principe, e divenne area edificabile. Mentre la villa, rimasta proprietà degli Sciarra, venne poi ceduta nel 1896 a George Clarke e quindi alla Società di Credito ed Industria Fondiaria Edilizia, da cui l'acquistarono il 15 maggio 1902 gli ultimi proprietari: George Wurts, un americano appassionato di giardini, e sua moglie Henriette Tower, ricca ereditiera di Filadelfia.
I coniugi fecero ristrutturare completamente la palazzina in stile neo rinascimentale e ridisegnare il giardino: vi sistemarono numerose statue settecentesche in arenaria provenienti dal Palazzo Visconti di Brignano Gera d'Adda, in provincia di Bergamo, a sua volta caduto in rovina e venduto all'asta nel 1892.
Nel 1906 venne avviato il progetto per la costruzione del Castelletto in stile neogotico, che fu poi realizzato nel 1908-1910. Sempre nel 1908 vennero iniziati i lavori per la realizzazione degli ingressi di via Calandrelli.
George Wurts morì nel 1928 e quattro anni dopo la moglie donò la villa a Benito Mussolini, con la condizione che fosse destinata a parco pubblico. A sua volta, Mussolini ne fece dono ai romani: esiste ancora la targa sulla villa.
Nell'aprile del 1936 il filosofo Martin Heidegger vi tenne una conferenza intitolata "Hölderlin e l'essenza della poesia".

## Descrizione
Superato il cancello di via Calandrelli ci si immette in un piccolo slargo sulla cui sinistra si trova una bella fontana con motivi rupestri, la fontana belvedere progettata da Enrico Gennari ed Ugo Gennari nel 1910-12.
Dallo slargo si dipartono tre viali. Se si va a destra, percorrendo viale Klitsche, si incontra una grande uccelliera in ferro fatta costruire da G. Wurts per essere adibita all'allevamento dei pavoni bianchi. Proprio di fronte ad essa c'è la Fontana dei Satiri: anche questa fontana proviene da Palazzo Visconti di Brignano Gera d'Adda, e dopo il trasporto venne ricostruita nella sua interezza a Villa Sciarra. È composta da un articolato gruppo di satiri e satirelli che sorreggono una grande conchiglia, ed è coronata da un putto che esce dalle fauci di un biscione, allusivo allo stemma araldico della famiglia Visconti.
Viale Wern, invece, costeggia la Fontana di Diana ed Endimione. La fontana a laghetto è decorata con un gruppo scultoreo raffigurante Diana, la dea della caccia, il caratteristico pastore-cacciatore Endimione, e un cane, loro fedele compagno.
Alla confluenza dei due viali si incontra l'Esedra Arborea, un angolo di villa molto scenografico. Si tratta di una siepe di lauro disposta a semicerchio (esedra) in cui sono state ricavate delle nicchie nelle quali sono state collocate dodici statue in arenaria, raffiguranti i mesi dell'anno. Di fronte alle statue si trovano siepi di bosso potate in forme fantasiose secondo la raffinata tecnica dell'arte topiaria.
Dopo la confluenza tra viale Wern e viale Adolfo Leducq si apre uno slargo dove è sito il Casino Barberini, l'edificio principale della villa sede dell'Istituto italiano di studi germanici. Dalla torretta del terrazzo, rimasta immutata rispetto al disegno originario, si può vedere tutta la città fino ai Colli Albani. Sul davanzale sono collocate cinque statue settecentesche in arenaria. Di fronte al Casino si trovano la Fontana delle Sfingi, che presenta, all'interno di una vasca ovoidale in muratura, quattro sfingi rappresentanti le passioni umane o i vizi, e la Fontana dei Putti.
Alle spalle del Casino sorge la cosiddetta montagnola. Molto caratteristico è il chioschetto dei glicini collocato proprio in cima alla montagnola vicino al tempietto circolare con una caratteristica cupola in ferro battuto.
Il villino detto "il Castelletto", sito presso l'entrata della villa, ospita il Museo della matematica.

## Odonimia

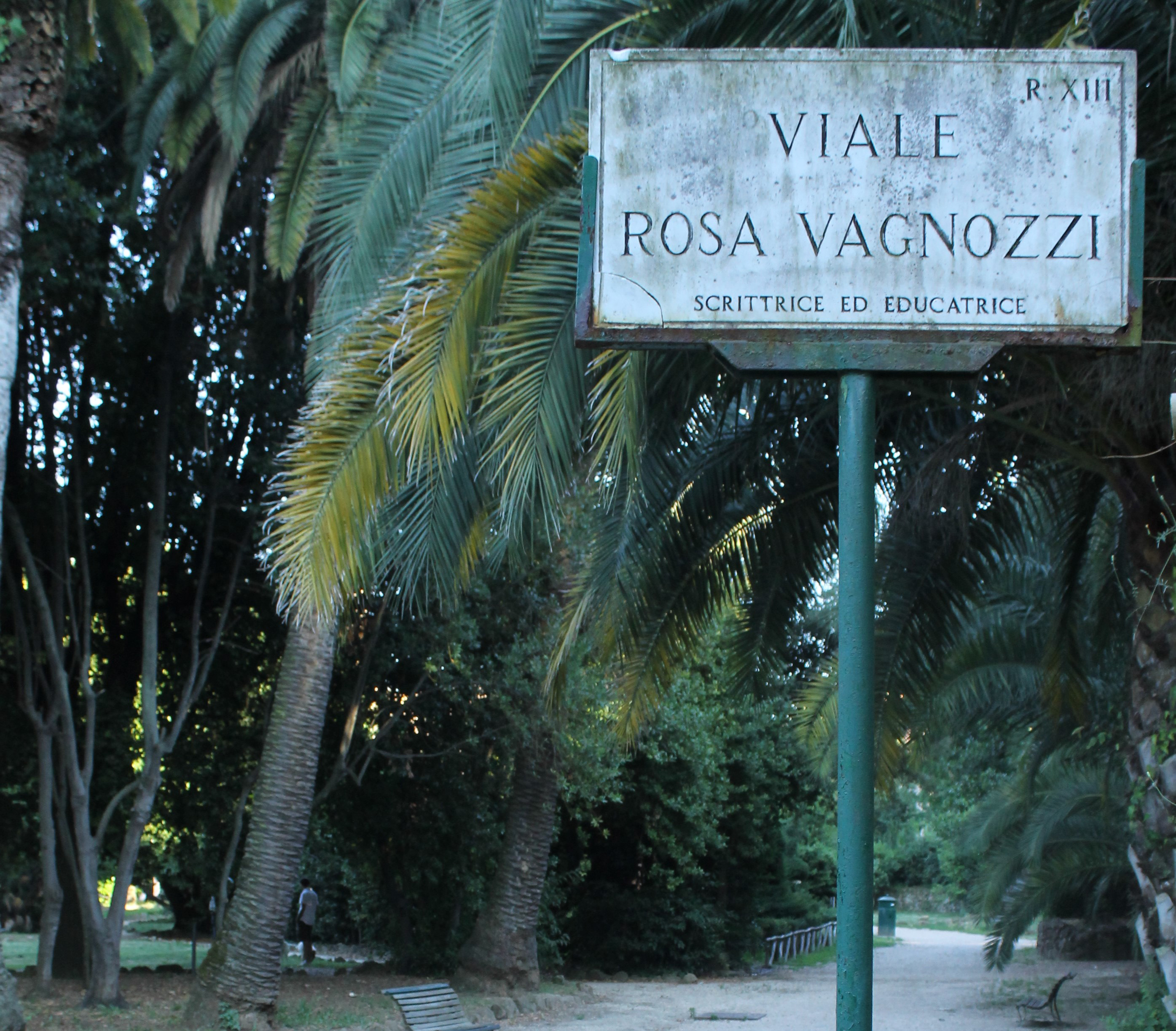
Il viale dedicato a Rosa Vagnozzi.

Il piazzale posto all'ingresso principale è dedicato all'antico proprietario George Wurst, mentre quattro dei sette viali interni della villa sono intitolati a militari periti durante l'assedio di Roma del 1849: Adolfo Leducq, Paolo Narducci, Gustavo Spada e Giuseppe Wern.
Il quinto viale è dedicato alla scrittrice Antonietta Klitsche de la Grange, figlia del militare prussiano Theodor Friedrich Klitsche de la Grange. Il sesto viale prende il nome da Margaret Fuller Ossoli, una scrittrice e giornalista statunitense che si occupò dell'assistenza dei feriti durante l'assedio del 1849. Un settimo viale più piccolo porta il nome dell'educatrice e scrittrice Rosa Vagnozzi.